# Municipio de Lillehoff
El municipio de Lillehoff (en inglés: Lillehoff Township) es un municipio ubicado en el condado de Ramsey en el estado estadounidense de Dakota del Norte. En el año 2010 tenía una población de 25 habitantes y una densidad poblacional de 0,28 personas por km².

## Geografía
El municipio de Lillehoff se encuentra ubicado en las coordenadas 48°14′42″N 98°21′26″O / 48.24500, -98.35722. Según la Oficina del Censo de los Estados Unidos, el municipio tiene una superficie total de 90.88 km², de la cual 87,23 km² corresponden a tierra firme y (4,02 %) 3,65 km² es agua.

## Demografía
Según el censo de 2010, había 25 personas residiendo en el municipio de Lillehoff. La densidad de población era de 0,28 hab./km². De los 25 habitantes, el municipio de Lillehoff estaba compuesto por el 100 % blancos. Del total de la población el 0 % eran hispanos o latinos de cualquier raza.